# (2128) Wetherill
(2128) Wetherill es un asteroide que forma parte del cinturón de asteroides y fue descubierto por Eleanor Francis Helin el 26 de septiembre de 1973 desde el observatorio del Monte Palomar, Estados Unidos.

## Designación y nombre
Wetherill recibió al principio la designación de 1973 SB.
Más tarde se nombró en honor del geofísico estadounidense George Wetherill (1925-2006).

## Características orbitales
Wetherill orbita a una distancia media del Sol de 2,732 ua, pudiendo acercarse hasta 1,687 ua y alejarse hasta 3,777 ua. Su excentricidad es 0,3825 y la inclinación orbital 16,91°. Emplea 1649 días en completar una órbita alrededor del Sol.